# Eugene Whelan
Eugene „Gene“ Francis Whelan PC OC (* 11. Juli 1924 in Amherstburg, Ontario; † 19. Februar 2013) war ein kanadischer Landwirt und Politiker der Liberalen Partei Kanadas, der insgesamt mehr als 25 Jahre Abgeordneter des Unterhauses und Mitglied des Senats sowie mehrere Jahre Landwirtschaftsminister war.

## Leben

### Kommunalpolitiker und Unterhausabgeordneter
Whelan absolvierte nach dem Schulbesuch ein Studium der Rechtswissenschaften, das er mit einem Doktor der Rechte (LL.D.) abschloss. Anschließend war er jedoch als Farmer und Professional agrologist tätig. Seine politische Laufbahn begann er in der Kommunalpolitik als Mitglied des Schulrates (School Board) von Anderson Township, ehe er anschließend Bürgermeister (Reeve) von Anderson Township war.
Bei der Unterhauswahl vom 18. Juni 1962 wurde Whelan erstmals als Kandidat der Liberalen Partei zum Abgeordneten des Unterhauses gewählt und vertrat in diesem zuerst den Wahlkreis Essex South und dann seit der Wahl vom 25. Juni 1968 den Wahlkreis Essex sowie seit der darauf folgenden Wahl vom 30. Oktober 1972 bis zur Unterhauswahl vom 4. September 1984 den Wahlkreis Essex-Windsor. Zu Beginn seiner Abgeordnetentätigkeit war er vom 18. Januar 1966 bis zum 23. April 1968 Vorsitzender des Ständigen Unterhausausschusses für Landwirtschaft, Forstwirtschaft und ländliche Entwicklung.
Im August 1968 übernahm er sein erstes Regierungsamt und war zunächst bis März 1969 Parlamentarischer Sekretär beim Fischereiminister und danach von August 1969 bis September 1970 Parlamentarischer Sekretär beim Minister für Fischerei und Forstwirtschaft.

### Landwirtschaftsminister und Senator
Am 27. November 1972 wurde Whelan von Premierminister Pierre Trudeau zum Landwirtschaftsminister in die 20. Regierung Kanadas berufen, der er bis zum Ende von Trudeaus Amtszeit am 3. Juni 1979 angehörte. Das Amt des Landwirtschaftsministers bekleidete er auch in dem ebenfalls von Trudeau gebildeten 22. Kabinett in der Zeit vom 3. März 1980 bis zum 29. Juni 1984. Zeitweise war er Präsident des Welternährungsrates.
Nach dem Rücktritt Trudeaus als Vorsitzender der Liberalen Partei gehörte Whelan auf dem Parteitag am 16. Juni 1984 zum Kreis der Nachfolgerkandidaten, erreichte im ersten Wahlgang mit 84 Delegiertenstimmen jedoch nur den letzten Platz unter den sieben Kandidaten. Im zweiten Wahlgang setzte sich daraufhin John Turner mit 1862 Delegiertenstimmen (54 Prozent) deutlich gegen die beiden verbliebenen Mitbewerber Jean Chrétien (1398 Stimmen und 40 Prozent) sowie Don Johnston (192 Stimmen und 6 Prozent) durch.
Aufgrund seiner langjährigen Verdienste als Politiker sowie insbesondere um die kanadische Landwirtschaft wurde Whelan, der auch The Great Canadian Farmer genannt wurde, am 21. Dezember 1987 zum Officer des Order of Canada ernannt.
Am 9. August 1996 wurde Whelan, der auch Ehren-Oberst des 21. Windsor Service Battalion ist, auf Vorschlag von Premierminister Jean Chrétien Mitglied des Senats und vertrat in diesem bis zum Erreichen der verfassungsmäßigen Altersgrenze von 75 Jahren am 11. Juli 1999 den Senatsbezirk South Western Ontario. Während seiner Senatsmitgliedschaft war er von September 1997 bis September 1999 Vize-Vorsitzender des Ständigen Senatsausschusses für Land- und Forstwirtschaft.
Whelans Tochter Susan Whelan war ebenfalls Abgeordnete des Unterhauses sowie zwischen 2002 und 2003 Ministerin für internationale Zusammenarbeit im Kabinett Chrétien.